# Yves Mekongo
Yves Lionel Mekongo Mbala (Yaoundé, 25 luglio 1987) è un ex cestista camerunese.

## Carriera
Con il Camerun ha disputato due edizioni dei Campionati africani (2009, 2013).